# Óscar Lihn
Óscar Lihn Ovalle fue un futbolista profesional chileno, formado en Universidad Católica. Su puesto habitual era defensa central. Antes de jugar en la Primera División de Chile se desempeñó como rugbista, siendo una figura a nivel nacional en este deporte.

## Trayectoria
Comenzó a jugar rugby en el Craighouse Old Boys, que debutó en la máxima categoría en 1972, destacando como una de las figuras de ese equipo. En 1974 fue elegido en el equipo ideal del rugby chileno.
En 1975, el Chino dejó el deporte de la ovalada y se dedicó a jugar fútbol profesional. Su club elegido fue Universidad Católica, Para entonces, Lihn era seleccionado chileno de rugby y de fútbol amateur, disciplina que practicaba en forma paralela. Uno de los principales gestores de este cambio fue su padre, también llamado Óscar Lihn, dirigente de Universidad Católica, que siempre soñó con ver a su hijo practicando su deporte favorito.
En Universidad Católica se consagró campeón de Copa Polla Gol 1983, Copa República en esa misma temporada y del Torneo oficial 1984. Además, con la franja disputó la semifinal de Copa Libertadores 1984 ante el Club Atlético Independiente. En el ámbito amistoso, fue parte del equipo que derrotó 3:2 al FC Barcelona en la final del Trofeo Ciudad de Palma 1984. Y también en el triunfo en penales ante Hércules CF por el Trofeo Ciudad de Alicante.
En su época de jugador compartió camarín con Juvenal Olmos, Eduardo Bonvallet, Osvaldo Hurtado y Miguel Ángel Neira, entre otros. Con el paso de los años, Lihn se ha mantenido al tanto de la contingencia de su club formador y a menudo es consultado por la prensa en su calidad de histórico.

## Palmarés

### Torneos nacionales
| Título           | Club                 | País  | Año  |
| ---------------- | -------------------- | ----- | ---- |
| Copa Chile       | Universidad Católica | Chile | 1983 |
| Copa República   | Universidad Católica | Chile | 1983 |
| Primera División | Universidad Católica | Chile | 1984 |

### Distinciones individuales
| Distinción                              | Año  |
| --------------------------------------- | ---- |
| Equipo ideal de rugby (Revista Estadio) | 1974 |